# Sincerity Is an Easy Disguise in This Business
Sincerity Is an Easy Disguise in This Business è il terzo album del gruppo melodic hardcore/metalcore Evergreen Terrace, uscito nel 2005 attraverso la Eulogy Recordings.

## Tracce
1. Dogfight – 3:16
2. Give 'Em the Sleeper – 1:30
3. Brave Reality – 2:27
4. New Friend Request – 3:56
5. Gerald Did What – 1:47
6. I Can See My House From Here – 3:00
7. The Thunder – 2:21
8. I Say You He Dead – 1:08
9. The Smell of Summer – 3:26
10. Tonight Is the Night We Ride – 2:33
11. Bonus Track – 2:25

## Riferimenti culturali
- Il titolo dell'album Sincerity Is an Easy Disguise in This Business è un riferimento al film di Danny DeVito Eliminate Smoochy.
- Give 'Em the Sleeper è una citazione del film Big Daddy.
- New Friend Request si riferisce al social network MySpace.
- I Can See My House From Here è una citazione tratta dalla serie animata I Simpson.
- I Say You He Dead è una citazione tratta dalla serie animata I Griffin.

## Formazione
- Andrew Carey - voce
- Josh James - chitarra e seconda voce in scream
- Craig Chaney - chitarra e voce pulita
- Jason Southwell - basso
- Christopher "Panama" Brown - batteria